# Chelicery

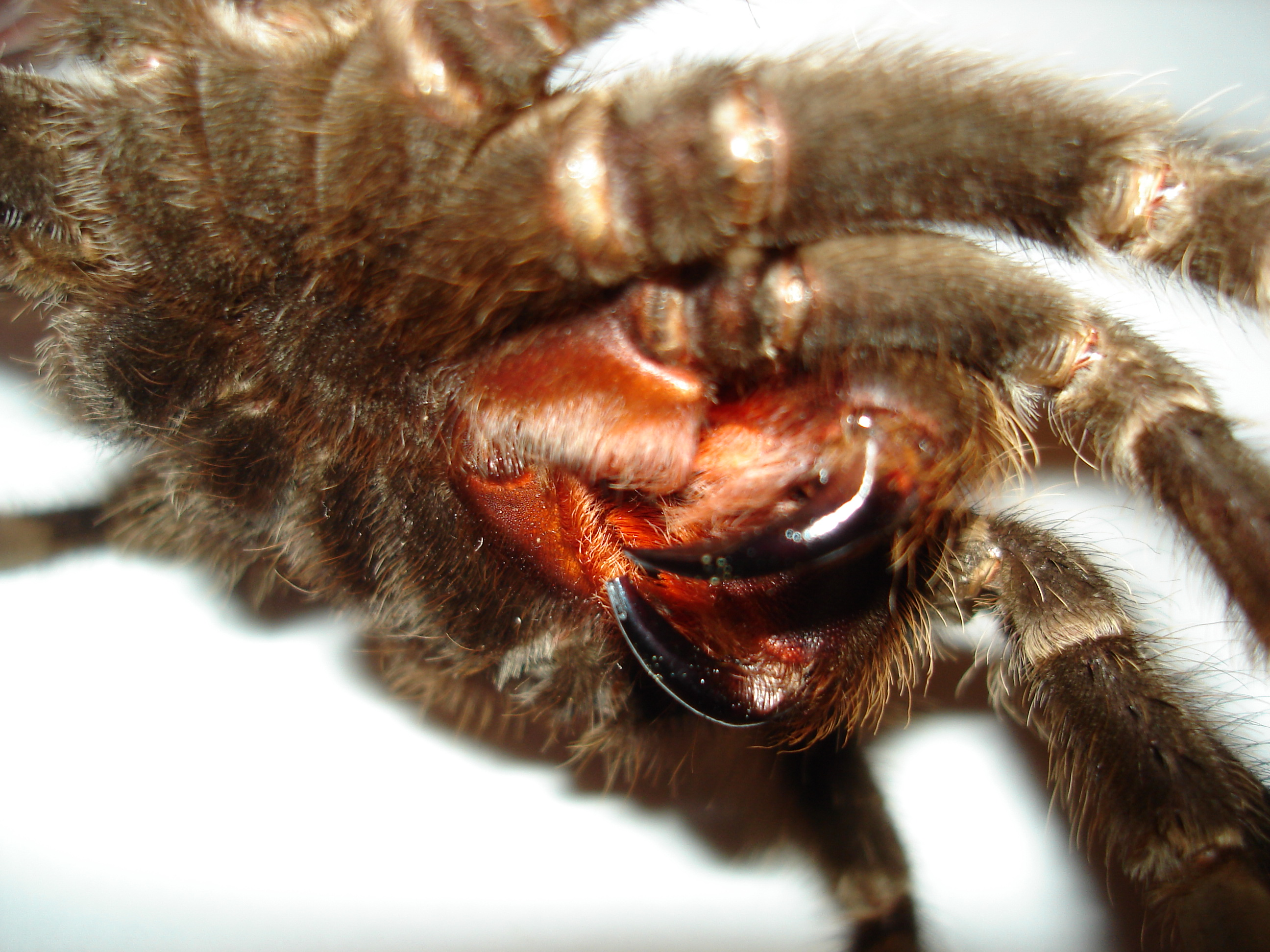
Chelicery sklípkana Lasiodora parahybana

Chelicery, neboli klepítka jsou prvním párem končetin u klepítkatců, mohou se skládat ze dvou nebo tří článků. U některých klepítkatců mohou mít tvar kleští (například u štírů), přičemž se jedná o starší a primitivnější typ chelicer. Modernější typ chelicer má tvar bodce, nebo zahnutého drápku – s tímto druhem chelicer se můžeme setkat u pavouků. V případě pavouků ústí do chelicer jedová žláza a slouží jako orgán, kterým pavouk uchvacuje svou kořist. Pavoučí chelicery se dělí na dva druhy podle vzájemné orientace bodců – ortognátní a labidognátní.
- U ortognátních chelicer jsou bodce orientovány rovnoběžně vedle sebe – tento druh je typický pro evolučně starší pavouky (sklípkany).

- V případě labidognátních chelicer jsou bodce orientovány proti sobě a tvoří vlastně útvar připomínající jakési kleště. Tento typ chelicer je typický pro drtivou většinu pavouků žijících v Čechách.